# Alexander Inshakov
Alexander Inshakov (en ruso: Александр Иванович Иншаков; Moscú, 23 de enero de 1947) es un actor, cantante, doble de riesgo y director de cine de Rusia.
Es actual presidente de Asociación Rusa de Dobles, posee grado de Maestría en Deporte en especialización de Gimnasia, es presidente de "El Fondo de Desarrollo de Cine de Acción" y "El Fondo de Desarrollo de Sistemas Nacionales de Combate". En su juventúd ha practicado Boxeo, Judo, Sambo y Karate-Do (5.º Dan). En los años 70s fue el primer campeón absoluto de Rusia de Karate. Es promotor de competencias de Artes marciales mixtas.
- Datos: Q3401963
- Multimedia: Alexander Inshakov / Q3401963